# HMS Somali (F33)
«Сомалі» (F33) (англ. HMS Somali (F33) — військовий корабель, ескадрений міноносець типу «Трайбл» Королівського військово-морського флоту Великої Британії за часів Другої світової війни.
«Сомалі» був закладений 26 серпня 1936 року на верфі компанії Swan Hunter, Тайн-енд-Вір. 18 грудня 1938 року увійшов до складу Королівських ВМС Великої Британії. Есмінець брав активну участь у бойових діях на морі в перші роки Другої світової війни, бився у Північній Атлантиці, біля берегів Норвегії, на Середземному морі, супроводжував арктичні конвої. За проявлену мужність та відвагу в боях заохочений чотирма бойовими відзнаками. 20 вересня 1942 року під час супроводження арктичного конвою QP 14 торпедований у Гренландському морі німецьким підводним човном U-703; 25 вересня у ході буксування есмінцем «Ашанті» через суворі погодні умови затонув.

## Дизайн і конструкція
«Сомалі» належав до есмінців типу «Трайбл», що відрізнялися від своїх попередників помітно більш гострими обводами носової частини й кліперним форштевнем, які підкреслювали їхню стрімкість. Близько 40 % довжини корабля займав півбак, котрий трішки піднімався до форштевня. Корабель мав всього одну суцільну палубу — верхню. Так звана нижня палуба насправді була платформою і проходила лише на носі і в кормі, поза межами машинно-котельних відділень. 15 водонепроникних перегородок, що доходили до верхньої палуби, поділяли корпус на 16 відсіків. Теоретично при затопленні будь-яких двох з них есмінець повинен був зберігати плавучість. По всій довжині корпусу йшло друге дно, а в районі 20-24-го шпангоутів був виріз під антену «ASDIC», котра опускалась.
Корпус «Сомалі» мав загальну довжину між перпендикулярами — 115 м, бімс — 11,13 м та осадку до 3,43 м. Водотоннажність бойового корабля становила: стандартна — 1 891 та повна — 2 519 довгих тонн відповідно.
Головна енергетична установка становила три триколекторні Адміралтейських котли з пароперегрівником і два одноступінчатих турбозубчатих редуктори. Розміщення ГЕУ — лінійне. Котли розміщувалися в ізольованих відсіках, турбіни — у загальному машинному відділенні, при цьому редуктори були відокремлені від турбін водонепроникною перегородкою. Робочий тиск пару — 21,2 кгс/см² (20,5 атм.), температура — 327 °С (620 °F).
Проектна потужність становила 44 000 к.с., при частоті обертання 350 об/хв., що мало забезпечити максимальну швидкість ходу (при повному навантаженні) в 32,5 вузли (60,1 км/год). Однак на ходових випробуваннях есмінець досяг швидкості 36 вузлів. Запас палива зберігався у восьми паливних танках, ємністю 524 тонни мазуту, що забезпечувало дальність плавання 5 700 миль (10 556 км) 15-вузловим ходом (27,8 км/год) або 3 200 миль (5 926 км) 20-вузловим ходом. Дальність плавання на повному ході становила 1 200 миль. Екіпаж корабля становив 190 офіцерів та матросів.

## Озброєння
Корабельна артилерія головного калібру (ГК) есмінця «Сомалі»: вісім 120-мм універсальних швидкострільних гармат QF Mk.XII з довжиною ствола 45 калібрів у подвійних баштах типу CP Mk.XIX 'A', 'B', 'X', та 'Y', загальною вагою до 25,9 тонн кожна. Башти розміщувалися по центральній осі корабля та утворювали дві передні й дві кормові вогневі позиції. Максимальний кут піднесення +40°, зниження на −10°. Кут горизонтального наведення установок становив 340°, мертва зона — 20°. Маса снаряда 22,7 кг, початкова швидкість — 808 м/с. Гармати мали швидкострільність 10-12 пострілів на хвилину на дальність — 15 520 м. Боєзапас становив 300 пострілів на ствол (200 — фугасних, 50 — осколкових з дистанційнім підривачем та 50 — освітлювальних). Живучість ствола — до 1 400 пострілів.
Зенітне озброєння корабля включало одна 40-мм автоматична зенітна гармата QF 2 Mark II з боєзапасом 14 400 снарядів та два 12,7-мм зчетверені зенітні кулемети Vickers .50 з боєзапасом 10 000 набоїв на установку. Окрім важких кулеметів, на есмінці були чотири 7,71-мм кулемети «Льюїс»
Торпедне озброєння складалося з одного чотиритрубного 21-дюймового (533-мм) торпедного апарату Mark IX, що розташовувався в кормовій частині корпусу на осьовій лінії й мав запас тільки чотири торпеди. Торпеди Mk.IX мали максимальну дальність дії 11 000 ярдів (10 055 м) зі швидкістю 41 вузол. Бойова головка мала 330 кг тринітротолуолу, але невдовзі після вступу корабля до строю, їх змінили на більш потужну торпеду з 367 кг торпекса.
Протичовнове озброєння есмінця складалося з сонара «ASDIC», 20 глибинних бомб, 1 бомбоскидача і двох бомбометів на кормі; за часів війни кількість глибинних бомб збільшили до 30.
Система управління вогнем складалася з командно-далекомірного поста (директора) Mk.I і комбінованого 12-футового (3,6 м) далекоміра/зенітного директора Mk.II, які розміщувалися на верхньому містку на окремих основах. Перший з них був візиром центрального наведення, але використовувався тільки для стрільби по морських цілях, другий слугував далекоміром при стрільбі по морських цілях і далекоміром-директором для зенітної стрільби. Серйозним недоліком була відсутність стабілізації ПКАВ (прилад керування артилерійським вогнем).

## Історія

### Передвоєнні роки
У січні 1939 року після введення до складу британського флоту корабель був зарахований до 6-ї флотилії есмінців типу «Трайбл» Флоту Метрополії, яка включала також однотипні кораблі «Тартар», «Бедуїн», «Ашанті», «Ескімо», «Панджабі», «Матабеле».
31 січня «Сомалі» здійснив перехід з підводним човном «Старфіш» з офіційним візитом португальської столиці Лісабона. Близько 5000 людей відвідали кораблі Об'єднаного Королівства. 9 лютого есмінець та підводний човен перейшли до Гібралтару, де Середземноморський та Домашній флоти Британії готувалися до спільних великих навчань.
З 3 по 8 травня есмінці «Ашанті», «Ескімо», «Матабеле» і «Сомалі» перебували з офіційним візитом у Шербурі у Франції.
1 червня 1939 року есмінець брав участь у рятувальних роботах в Ірландському морі з підйому затонулого підводного човна «Тетіс» поблизу Анґлсі. Однак, британцям вдалося врятувати лише чотирьох людей, решта — 99 членів екіпажу підводного човна — загинули на потерпілому кораблі.

### Перші роки війни
З початком війни есмінець перебував у складі сил 6-ї флотилії. На час оголошення Великою Британією стану війни, 3 вересня, супроводжував британські та французькі лінійні крейсери на поході південніше Ісландії, що брали участь у спільних навчаннях. Невдовзі з борту «Сомалі» помітили невідоме судно, яке виявилося німецьким вантажним судном «Ганна Бьоге» (2 377 тонн) з Гамбурга, яке стало першим призовим судном, захопленим у Другій світовій війні.
Пізніше протягом 1939 року есмінець залучався до патрулювання та ескорту конвоїв у Північній Атлантиці.
22 жовтня 1939 року разом з есмінцями «Ашанті», «Тартар» і «Фейм» ескортував лінійний крейсер «Худ», котрий супроводжував конвой з Норвегії. 15 листопада з групою есмінців «Бедуїн», «Ашанті», «Машона» охороняв лінійні кораблі «Нельсон» та «Родні» на переході з Клайду, коли Флот Метрополії розосереджувався після зухвалого потоплення німецьким підводним човном U-47 корветтен-капітана Г.Пріна британського лінкора «Роял Оак» в бухті Скапа-Флоу 14 жовтня 1939.
24 листопада брав участь у пошуку двох німецьких лінкорів «Шарнгорст» та «Гнейзенау» після затоплення ними озброєного допоміжного крейсера «Равалпінді».
У лютому-березні 1940 року «Сомалі» перебував у доках на ремонті. З початком вторгнення німецького Вермахту до Норвегії включений до складу сил, що забезпечували перекидання та прикриття британського десанту. 9 квітня з есмінцями «Афріді», «Гуркха», «Сикх», «Могаук», «Машона» й «Матабеле» включений до складу оперативної групи на чолі з крейсерами «Манчестер» та «Саутгемптон», котрі висувалися на бомбардування Бергена, але операція була скасована й 11 числа есмінці вийшли з крейсерами «Глазго» та «Шеффілд» для патрулювання внутрішніх вод Норвегії.
Протягом квітня-травня вів інтенсивні бої проти німецьких окупантів. З 30 квітня допомагав в евакуації союзних військ з Ондалснеса.
12 травня «Сомалі» ескортував ударну групу наземних кораблів на чолі з лінійним кораблем «Резолюшн», що підтримувала артилерійським вогнем союзні війська при висадці в Буде.
14 травня піддався неподалік від берега Норвегії інтенсивній авіаційній атаці німецьких бомбардувальників. Рухаючись зигзагами на високій швидкості «Сомалі» ледве угортався від влучного потрапляння бомби в корпус корабля, доки остання не пошкодила серйозно есмінець. Однак, на швидкості 10 миль на годину той спромігся дістатися берегів Англії та встати на ремонт.
Тривалий час перебував на відновлювальних роботах, поки не повернувся восени 1940 року до строю. До кінця року продовжував нести службу на морських транспортних шляхах, забезпечуючи охорону та ескорт кораблям та суднам союзників у Північній Атлантиці.

### 1941
1 березня 1941 року «Сомалі» вийшов в море для участь у проведенні спеціальної операції з висадки загонів No. 3 та No. 4 британських командос на Лофотенські острови — операції «Клеймор». Під час операції «Тартар» потопив німецьке транспортне судно Bernhard Schulte та захопив німецький траулер «Кребс», на якому перебувала шифрувальна машина «Енігма» з таємною документацією, яка становила надзвичайну важливість для союзників. Уся захоплена апаратура та документи були негайно переправлені до Блечлі-Парк, де найкращі дешифрувальники билися над розгадуванням німецьких кодів та шифрів.
5 травня 1941 року з есмінцями «Нестор», «Ескімо» та «Бедуїн» ескортував крейсери «Единбург», «Манчестер», «Бірмінгем», що вийшли оперативною групою на перехоплення німецького погодного судна «Мюнхен». Метою операції Британське адміралтейство визначало захоплення на німецькому судні шифрувальної машини «Енігма». Однак німецький екіпаж встигнув викинути за борт кодувальну машину та втік з корабля. Британцям дісталися тільки документи, які не встигли потонути, з важливими інструкціями щодо користування кодами та шифрами.
22 травня «Сомалі» був включений до складу угруповання ВМС, що збиралося на прикриття головних сил британського флоту, яке, у свою чергу, планувалося на вихід на перехоплення німецького лінійного корабля «Бісмарк» у Данській протоці, котрий 24 травня потопив у бою гордість флоту Його Королівської Величності лінійний крейсер «Худ».
З червня до липня перебував на відновлювальних роботах у Саутгемптоні на судноверфі John I. Thornycroft & Company. З 4 серпня у супроводі лінійного корабля HMS «Принц Уельський» на якому прем'єр-міністр Великої Британії В.Черчилль повертався через Атлантику із зустрічі на Атлантичній хартії з Президентом США Ф.Рузвельтом.
30 серпня з есмінцями «Панджабі» й «Матабеле» в ескорті авіаносця «Аргус» та важкого крейсера «Шропшир», що здійснювали перехід до радянського Архангельська з метою постачання Червоній армії винищувачів «Харрікейн».
12 вересня «Сомалі» входив до сил прикриття авіаносця «Вікторіос» під час авіаційного нальоту палубної авіації на норвезький Буде. 23 числа у забезпеченні походу лінкора «Кінг Джордж V».
26 грудня взяв участь у проведенні спеціальної операції британських командос, під кодовою назвою операція «Анкліт» — рейд No. 12 Commando на Лофотенські острови за підтримки 22 кораблів та суден трьох флотів. У той час німецькі військовики переважно святкували наступне свято після Різдва — День подарунків. Протягом двох діб оперативна група флоту та командос утримували низку важливих об'єктів на островах, зокрема вивели з ладу 2 ворожі радіостанції та потопили декілька суден. За результатами рейду Гітлер був певен, що союзники розпочали вторгнення до Норвегії, й віддав наказ утримувати в країні значні сили та засоби.

### 1942
З січня 1942 року есмінець «Сомалі» продовжував нести службу у північних водах Атлантики, супроводжувати конвої до СРСР. Так, 11 січня він входив до океанського ескорту конвою PQ 8, разом з крейсером «Тринідад» та есмінцем «Матабеле». Під час походу «Сомалі» невдало спробував глибинними бомбами атакувати німецький підводний човен U-454, який торпедною атакою потопив «Матабеле». На зворотному шляху ескортував конвой QP 6.
10 квітня корабель увійшов до ескорту конвою PQ 14, який очолювали лінкори «Кінг Джордж V» та «Герцог Йоркський» і зворотного конвою QP 10.
29 квітня в супроводі PQ 15, що йшов до Росії під командуванням британського адмірала Д.Тові.
1 травня 1942 року на переході морем конвою через погану видимість трапилась морська аварія — лінкор HMS «Кінг Джордж V» на швидкості налетів на есмінець «Панджабі». Зіткнення призвело до вибуху глибинних бомб, що перебували на борту есмінця. У результаті інциденту «Панджабі» затонув відразу, а «Кінг Джордж V» отримав серйозні пошкодження носової частини. Лінкор зміг самостійно дістатися Скапа-Флоу, але наступні два з половиною місяці перебував у ремонті.
13 травня кораблі ескорту вийшли у зворотній шлях після розвантаження транспортного конвою в Мурманську, і крейсер «Тринідад», пошкоджений у попередніх боях, ішов під ескортом «Форсайт», «Форестер», «Сомалі» й «Матчлес». 15 числа на цю групу кораблів налетіли двадцять німецьких бомбардувальників Ju-88, якому вдалося завдати влучного удару по крейсерові. 63 чоловіки, зокрема 20 вцілілих із загиблого два тижні по тому крейсера «Единбург» загинули. Через неспроможність продовжувати свій шлях, крейсер був затоплений торпедою з «Матчлес».
Протягом червня «Сомалі» патрулював узбережжя Англії, а 1 липня разом з есмінцями «Рован» та «Вейнрайт» вийшов на ескортування важких крейсерів «Норфолк», «Лондон» і американські «Вічита» та «Тускалуза», що висувалися на прикриття арктичного конвою PQ 17 у ролі далекого крейсерського ескорту.
У серпні 1942 року есмінець взяв участь у проводженні сумнозвісного конвою WS 21S, який йшов з Гібралтару до обложеної Мальти. До складу ескортної групи конвою під командуванням віце-адмірала Е.Сіфрета входили 2 лінкори, 4 ескадрених авіаносці, 7 крейсерів і 32 есмінці. Ескортне з'єднання вважалося найпотужнішим за всю війну, що виділялося на супровід конвою. Британське адміралтейство повністю усвідомлювало, що доля острова залежить від того, скільки транспортів добереться до острова. Особливо важливим був американський танкер «Огайо», зафрахтований міністерством військових перевезень і укомплектований британською командою.
Загалом під постійними атаками німецьких та італійських кораблів, підводних човнів, торпедоносців та бомбардувальників, конвой втратив один авіаносець, 2 легких крейсери, ескадрений міноносець та дев'ять торговельних суден з чотирнадцяти. Ще 1 авіаносець і 2 легких крейсери були пошкоджені у наслідок безперервних нападів. Проте 32 000 тонн генерального вантажу і 15 000 тонн палива поповнили майже порожні сховища Мальти. Це дозволило острову не тільки відбивати атаки противника, а й відновити активні операції на італо-німецьких комунікаціях, що ведуть до Африки.
17 серпня есмінець повернувся до Британії, супроводжуючи з «Ашанті» лінійний корабель «Родні».
У середині вересня включений до складу сил ескорту для супроводу арктичного конвою PQ 18, що доставляв за програмами ленд-лізу озброєння, військову техніку і важливі матеріали та майно до Радянського Союзу, та зворотного QP 14. 20 вересня 1942 року під час руху конвою QP 14 есмінець «Сомалі» був торпедований у Ґренландському морі німецьким підводним човном U-703. Торпеда влучила в силове відділення та завдала великого збитку. П'ять матросів загинуло та ще чотири дістали серйозних поранень. 80 чоловіків екіпажу забрали на борт інші кораблі оперативної групи, а пошкоджений однотипний корабель узяв на буксир есмінець «Ашанті», який намагався дотягнути товариша до англійського берегу, однак 25 вересня у ході буксування через суворі погодні умови «Сомалі» розвалився навпіл та незабаром затонув. У наслідок катастрофи на кораблі загинуло 77 членів екіпажу. 33 вцілілих з води дістали «Ашанті» та рятувальне судно «Лорд Міддлтон».